# Истребительный мотострелковый полк управления НКВД
Истребительный мотострелковый полк при УНКВД г. Москвы и Московской области — военизированное добровольческое формирование советских граждан при Управлении НКВД по Москве и Московской области, участвовавшее в Великой Отечественной войне, и имевшее статус народного ополчения.

## История
Формирование полка началось сентябре 1941 года в Москве и Московской области по адресу: Малый Ивановский переулок, дом 2.
25 октября 1941 года Истребительный мотострелковый полк при Управлении НКВД г. Москвы и Московской области был сформирован. Основу полка составили бойцы из истребительных батальнов Красногвардейского и Коминтерновского районов (в настоящее время эти бывшие районы входят в ЦАО Москвы), сотрудники УНКВД по Москве и Московской области, и просто добровольцы с различных промышленных предприятий и организаций г. Москвы: Московского часового завода, типографии «Красный пролетарий», аппарата СНК РСФСР, Наркомата финансов, пищевой промышленности и правления Госбанка; работники органов госбезопасности, студенты и педагоги из высших учебных заведений: Института физкультуры, Промакадемии. В структуре новосформированного полка больше половины комсомольцев и коммунистов. В ноябре 1941 г. дополнительно был сформирован 4-й батальон из бойцов, поступивших от райотделов УНКВД, а также истребительного батальона Подольского района Московской области. Кроме того, в состав полка вошли бойцы истребительных батальонов Калининской области (16 человек) и Ивановской области (30 человек). С 10 февраля 1942 в составе Истребительного мотострелкового полка УНКВД сформирован  кавалерийский эскадрон численностью в 93 наличные сабли. Командиром кавалерийского эскадрона назначен А. К. Флегентов, а политруком – И. В. Жохов.
7 ноября 1941 года Истребительный мотострелковый полк Управления НКВД принял участие в военном параде на Красной площади . С ноября 1941 года по июль 1942 года из полка УНКВД собирались группы для разведывательных и диверсионных целей. Всего сформировано 135 групп, в сумме 4065 человек. Они действовали в тылах противника на направлениях: боровское, вяземское, дороховское, кировское, можайское, наро-фоминское, рогачёвское и рузское. За время боевых действий бойцами полка было уничтожено около 5 тысяч солдат Вермахта, а также техника противника: 10 танков, 57 автомашин, 8 паровозов и 101 вагон; истреблено 3 склада с боеприпасами. 
27 января 1942 года начальник УНКВД Москвы и области подписал приказ о реорганизации разведывательно-диверсионной работы. Полк стал именоваться Московским мотострелковым истребительно-диверсионным полком УНКВД Москвы и Московской области. В полк влился отдельный кавалерийский эскадрон УНКВД. Вся работа московских чекистов по засылке за линию фронта истребительно-диверсионных отрядов и разведывательных групп сосредоточивалась только в полку. Все имеющиеся при УНКВД истребительно-диверсионные отряды с вооружением передавались в полк, где из них создавалось отдельное подразделение. 
В июле 1942 года Истребительный мотострелковый полк при УНКВД г. Москвы и МО переформирован в 308-й мотострелковый полк 23-й отдельной стрелковой бригады внутренних войск НКВД. Расформирован в июне 1943 года.

## Командование
Командиры: 
- полковник Махоньков А.Я. (17 октября 1941 г. (Приказ УНКВД по г. Москве и Московской области № 381сс) - 25 января 1942 г.)
- майор Сазонов С.Я. (25 января - 26 июня 1942 г.)

Заместитель командира:
- майор Козлов И.Ф.

Комиссар полка:
- майор госбезопасности Запевалин М.А.

## Память
В 1977 года во дворе здания, в котором был создан полк, возведена стела.
8 ноября 2023 года состоялось торжественное открытие Мемориального комплекса «Аллея героев» и «Зала Памяти» Музейно-выставочного комплекса Московского университета  МВД России имени В.Я. Кикотя, в котором представлены материалы, посвященные истории органов внутренних дел, а также история формирования истребительного мотострелкового полка НКВД. Мемориальный комплекс включает в себя: стелу «Партизанам и воинам - сотрудникам органов внутренних дел, погибшим в боях под Москвой в годы Великой Отечественной войны», памятник «Выпускникам, погибшим при исполнении служебного долга», а также мемориальные мраморные плиты с именами выпускников, погибших при исполнении служебного долга.